# Метаболиты
Метаболи́ты (от греч. μεταβολίτης, metabolítes) — продукты метаболизма каких-либо соединений.
Метаболиты бывают первичными, вторичными, промежуточными (подвергающимися дальнейшим биотрансформациям) и конечными, не подвергающимися дальнейшей биотрансформации и выделяемыми из организма с мочой, калом, потом, выдыхаемым воздухом и др.

## Первичные метаболиты
Первичными метаболитами называют молекулы, присутствующие во всех клетках организма и необходимые для жизнедеятельности. Они делятся на четыре категории:
- Углеводы
- Белки
- Липиды
- Нуклеиновые кислоты

Пример: глюкоза — первичный метаболит, основной и наиболее универсальный источник энергии в организме человека и животных.

## Вторичные метаболиты
Вторичные метаболиты — молекулы, встречающиеся не во всех клетках и не у всех видов живых организмов.
Пример: ментол — вторичный метаболит растений семейства яснотковые.